# 李凌松
李凌松，细胞生物学家，教授，研究方向为胚胎干细胞和胚胎生殖细胞自我更新的分子机理等。中国教育部第四批“长江学者”特聘教授。曾任中国细胞生物学会干细胞分会会长，获得多项专利成果。

## 生平
1986年毕业于吉林大学白求恩医学院；1989年获得北京军事医学科学院硕士学位；
1990至1993年在弗吉尼亚大学医学院学习，1999年获得华盛顿大学医学院分子与细胞生物学博士学位，后斯坦福大学医学院从事博士后研究；
2001年任北京大学长江学者特聘教授，主持建立了北京大学干细胞研究中心，并任该中心主任，医学部细胞生物系主任；
2012年起在中科院上海高等研究院干细胞纳米医学中心工作。

## 争议
2007年3月8日，新语丝网站首页有人发帖指李凌松存在挪用科研经费、论文造假等问题，中国科技部新闻办工作人员回应称不存在这些问题。